# 1962年大西洋飓风季
1962年大西洋飓风季是1939年后最不活跃的大西洋飓风季，只形成五个获命名的风暴。飓风季于1962年6月15日正式开始，但首场风暴直到8月26日才形成。飓风阿尔玛掠过外滩群岛后在新斯科舍南面转变成温带气旋，虽在新英格兰摧毁上百艘船，但产生的降水总体利大于弊。热带风暴贝基于八月下旬在东大西洋形成，所在位置比历史上绝大多数北大西洋热带气旋更偏东面，并且还是有纪录以来所有形成后向北方移动的大西洋风暴中位置最靠东面的气旋。热带风暴西莉亚于九月在小安的列斯群岛东侧登场，在百慕大附近以环形路线移动后逐渐消散。飓风黛西是全季造成破坏最严重的风暴，在新英格兰导致约110万美元损失。风暴在缅因州的降雨量创下新纪录，引发的多起交通事故共造成22人丧生。飓风埃拉是本季最后一场风暴，也是强度最高的一场，虽在美国东岸近海没有登陆，但依旧致使两人死亡。
除五场获命名的风暴外，全季还形成三个热带低气压。第一个于八月吹袭德克萨斯州，引发街道洪灾并夺走三条人命。第二个热带低气压在佛罗里达州西岸近海形成，产生百年一遇的降水并引起大面积洪灾，对5000套房屋构成影响并造成价值数百万美元的破坏。第三个热带低气压于十月经过加勒比地区并袭击尼加拉瓜。11月15日，1962年大西洋飓风季正式结束。

## 季度概况
1962年大西洋飓风季于1962年6月15日正式开始。美国国家飓风中心此时没有新工作设备，所以力图改善已有设施。1961年起，该机构的雷达覆盖范围从德克萨斯州布朗斯维尔延伸到缅因州东港。卫星图像技术此时已投入实际应用，但还不足以提供每天更新的大西洋飓风图像。同年11月15日，飓风季正式结束。
全季共形成五场获命名的风暴，是1939年后最少的一季，远低于每季十场的平均值，其中又只有三场增强成飓风。全年五场热带风暴有四场是由热带辐合带发展而成。多种原因共同导致飓风季活跃度大幅下降，如西风带向南面延伸和持续存在的高压脊等。此外，美国东部的气温也低于正常水平。从飓风季开始到9月10日，大西洋盆地的热带天气活跃程度创下30年新低。
全季美国只有新英格兰受到飓风威胁，并且没有任何气象站所测风速达到飓风强度。同时，1962年大西洋飓风季还是20世纪第一个没有热带风暴或飓风登陆美国的大西洋飓风季，损失数额也是多年来最低。

## 风暴

### 飓风阿尔玛
8月26日，佛罗里达州东南近海的东风波发展成热带低气压。气旋沿海岸线北上，并在上空反气旋的影响下增强。8月27日，热带低气压开始朝东北移动，并于当天在佛罗里达州和乔治亚州边界以东约240公里海域强化成热带风暴并获名“阿尔玛”（Alma），成为1941年后各大西洋飓风季形成日期最晚的首场风暴。风暴沿南、北卡罗莱纳州海岸线平行移动并稳步增强，于8月28日在北卡罗莱纳州哈特拉斯角（Cape Hatteras）近海成为飓风。虽然飓风的移动路线距陆地很近，但北卡罗莱纳州戴尔县纳格斯黑德（Nags Head）所测最强阵风时速也只达到85公里。阵风将哈特拉斯（Hatteras）的一根电线杆刮倒，导致全镇三分之一地区停电一小时。哈特拉斯出现0.91米的风暴潮，导致一定程度的侵蚀。全美以哈特拉斯角降水最多，达264毫米，北卡罗莱纳州的损失数额约为3.5万美元。
经过外滩群岛后，阿尔玛进一步增强，在南塔克特以南约135公里洋面达到风力时速155公里的最高强度。虽已达二级飓风标准，但气旋始终未能呈现出层次分明的风眼。受行经海域水温降低影响，飓风在逼近新英格兰期间迅速减弱。风暴在罗德岛州和马萨诸塞州沿海地区产生时速97公里的强风，倒塌的树木将一幢房屋摧毁。马萨诸塞州的风暴潮高0.6米，引起轻度沿海洪灾，还有上百艘船被阿尔玛激起的大浪摧毁。整场风暴在新英格兰造成的经济损失估计不足100万美元，当地此前正逢旱灾，所以飓风产生的降水颇具助益。北面远至新罕布什尔朴次茅斯都因气旋影响受到破坏，降雨范围则向北延伸至缅因州境内。路面湿滑还引发多起交通事故，但没有造成人员丧生。远离新英格兰后，阿尔玛在北面高气压天气系统影响下转向东南，最终于8月30日转变成温带气旋。

### 八月热带低气压
8月26日，坦皮科东北方向约450公里的墨西哥湾西部发展出热带低气压。气旋围绕高压脊缓慢朝西北偏北移动，风速始终未能超过每小时45公里，并且一直受到风切变的不利影响，致使对流从中心向东北偏移。8月29日，气旋从德克萨斯州和路易斯安那州边界以西不远处登陆，最终于8月30日逐渐消散。德克萨斯州的降水很少，估计只有25毫米左右。路易斯安那州降下暴雨，并以卡梅伦堂区哈克贝里（Hackberry）附近雨量最高，达588毫米。降雨范围还向东北方向延伸到阿肯色州和密苏里州。8月29日气旋上岸期间降下暴雨，在卡梅伦引发街道洪灾。当地出现两场龙卷风，其中一场的风速达到每小时130公里。风暴令115套房屋或拖车受到破坏，其中一套被毁。气旋共夺走三条人命，还造成30人受伤，其中18人需前往医院治疗。

### 热带风暴贝基
8月下旬，一股热带扰动离开非洲，于8月27日发展成弱热带低气压。接下来约30小时里，气旋在佛得角产生降水，在此期间还缓慢向西面或西北偏西方向移动。8月28日晚，估计低气压已增强成热带风暴。次日，卫星图像显示大西洋最东部存在层次分明的热带气旋。此外，还有船只测得蒲福氏风级九级风速，表明实际风速达到每小时85公里。虽然美国国家气象局通常只对西经35°以西的风暴发布公告，但此时还是开始针对热带风暴贝基发布公告。在此期间，气旋行经洋面水温高得异常，所以能够继续强化。8月30日，贝基因低压槽逼近转向北上，再又转朝东北前进，成为1886年后在最偏东面海域向北移动的北大西洋热带气旋。8月31日，飓风猎人侦察机确认风暴在亚速尔群岛圣玛丽亚岛以南约110公里海域转变成温带气旋。系统残留继续向东北移动，最终于9月1日在西班牙以西约520公里洋面逐渐消散。

### 热带风暴西莉亚
9月12日，一股东风波在小安的列斯群岛以东约1600公里海域发展成热带低气压，但卫星图像表明系统成为热带气旋的时间还要早一天。9月12日晚，船只测得时速64公里大风，美国国家气象局驻圣胡安办事处因此开始针对热带风暴西莉亚发布公告。气旋很快就达到风力时速110公里的最高强度，背风群岛北部于9月13日收到飓风观察预警。风暴从中到上层低压槽下经过并快速减弱，9月14日晚，飓风猎人侦察机的观测数据表明系统结构已同典型热带气旋存在差异。次日，西莉亚弱化成热带低气压，气象局中止发布公告。系统转向北上，之后又改朝东面行进，从百慕大东南方向较远处洋面经过。9月18日，西莉亚以环形路线北上，船只观测纪录表明系统在此期间又重新增强成热带风暴。9月19日，气旋风速达到每小时75公里，但次日又再度消退成热带低气压。9月21日，风暴转变成温带气旋，自始至终没有影响陆地。

### 九月墨西哥湾热带低气压
9月20日，一股冷心低压在佛罗里达州西岸近海催生出热带低气压。气旋以非常缓慢的速度向西北偏北移动，该州那不勒斯至坦帕地区降下暴雨，其中萨拉索塔雨量最高，达422毫米。降雨范围还向北延伸到乔治亚州和南卡罗莱纳州最南部，降雨量在25毫米以上。受南、北卡罗莱纳州近海逐渐发展的气旋影响，热带低气压于9月23日消散。
萨拉索塔的降雨量创下1945年后新高，部分地点甚至达到百年一遇水平。降水令佛罗里达州西部大范围地区发生洪灾，水深达0.9米，海牛河（Manatee River）和菲利皮溪（Phillippi Creek）的浪头高度创下新纪录。超过5000幢房屋进水，上百户居民被迫转移，另有三个县的学校被迫关闭。此外，洪水还对六个县的数千英亩农田构成影响，部分地点的积水数周后仍未退去。佛罗里达州东部的阵风时速达到93公里，超过两万人家中停电。整场风暴共导致该州一人丧生，损失数额估计达278万美元。

### 九月加勒比地区热带低气压

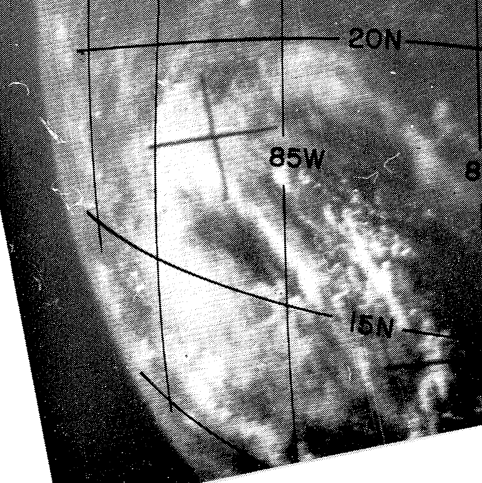
1962年10月4日，加勒比地区热带低气压位于中美洲上空时的卫星图像。

9月27日，小安的列斯群岛以东发展出热带低气压。气旋从群岛经过，风速始终没有超过每小时40公里。接下来，热带低气压又穿越整个加勒比海。10月3日，气旋吹袭尼加拉瓜东北部，最终于次日在危地马拉上空消退成残留低气压区。

### 飓风黛西
9月29日，侦察机发现小安的列斯群岛东面形成热带低气压。接下来几天里气旋向西北偏西移动，从该群岛北侧近海经过，在此期间强度因受上空的上层低压槽影响而基本不变。随着低压槽消散，气旋开始增强。10月2日，系统在两片高气压区之间转向西北后强化成热带风暴并获名“黛西”（Daisy）。由于上空有反气旋形成，风暴继续增强，于10月3日成为飓风。两天后，气旋转向东北偏北并达到风力时速175公里的最高强度。黛西在从百慕大西侧经过期间略有减弱，但又经强化于10月6日再度达到最高强度。接下来风暴转向西北并因冷空气侵蚀而弱化，然后又在10月8日转向东进前放慢移动速度，以持续风速每小时120公里强度袭击新斯科舍雅茅斯（Yarmouth）。当晚转变成温带气旋后，黛西最终于10月9日在纽芬兰岛南面消散。
飓风的外围雨带同逐渐逼近的东北风暴共同影响，在新英格兰降下持续65小时的暴雨，马萨诸塞州部分地区降雨量达300毫米。如只考虑飓风影响则是缅因州波特兰国际喷气机机场雨量最高，有241毫米，刷新热带气旋在该州的降雨量纪录并保持至今，该州因此发生大面积洪灾。时速110公里的强烈阵风和风暴激起的大浪共同影响，将数以百计的小船摧毁。风暴在新英格兰导致造成一人死亡，另有五人受伤，损失数额约为110万美元。另外还有22人因道路湿滑引发的交通事故遇难。新斯科舍的阵风时速达到137公里，摧毁三艘船之余还令两座城镇停电。恶劣的海况致使该省六人丧生。

### 飓风埃拉
10月中旬，特克斯和凯科斯群岛上空有伴随上层低气压区的扰动天气区持续，并在14日发展出热带低气压。气旋向北移动，形成一天后就增强成热带风暴并获名“埃拉”（Ella）。与此同时，风暴在西侧逐渐减弱的上层低压槽影响下开始转向西北。受逐渐发展的反气旋影响，埃拉于10月17日进一步强化成飓风，然后又在19日因低压槽逼近转向东北偏东。当晚，风暴达到持续风速每小时185公里的最高强度，成为本季最强飓风。接下来气旋加速向东北移动，并因行经海域水温降低而逐渐减弱，风眼相应扩张，直径达到160公里。受逐渐逼近的冷锋影响，埃拉于10月22日在北大西洋上空转变成温带气旋，不久后再进入纽芬兰岛上空，最终于10月23日逐渐消散。
飓风埃拉因对古巴导弹危机产生影响而在史上留名。风暴导致针对古巴的海军封锁行动变得更加复杂，多艘苏联核潜艇在赶赴该国途中受到重创，-59事件也在飓风影响下升级。气旋存在早期曾短暂威胁北卡罗莱纳州沿海地区。虽然自始至终没有登陆，但风暴依然导致海岸沿线遭受严重海滩侵蚀。一艘摩托艇在离开查尔斯顿后失踪，海岸警卫队、海军和空军的搜救均无成效，推定船上两人均已死亡。转变成温带气旋后，埃拉没有在加拿大造成破坏。

## 风暴名称
以下名单列出1962年用来为北大西洋热带气旋命名的名称全季风暴造成的整体影响相对较小，所以没有名称退役。名单中没有命名的名称以灰色显示。
| - Flossie（未用） - Greta（未用） | - Hallie（未用） - Inez（未用） - Judith（未用） - Kendra（未用） - Lois（未用） - Marsha（未用） - Noreen（未用） | - Orpha（未用） - Patty（未用） - Rena（未用） - Sherry（未用） - Thora（未用） - Vicky（未用） - Wilma（未用） |